# مارتا كارتابيا
مارتا كارتابيا (من مواليد 14 مايو 1963) امرأة قانون وأكاديمية إيطالية شغلت منصب وزير العدل في حكومة رئيس الوزراء ماريو دراجي منذ عام 2021.
شغلت كارتابيا سابقًا منصب قاضية في المحكمة الدستورية الإيطالية بين عامي 2011 و2020، ونائبة الرئيس من 12 نوفمبر 2014 إلى 11 ديسمبر 2019 ورئيسًا من 11 ديسمبر 2019 إلى 13 سبتمبر 2020. وهي أستاذة في القانون الدستوري. كانت أول امرأة تشغل منصب رئيس المحكمة الدستورية.

## الحياة السياسية

### وزارة العدل
في 13 فبراير 2021 أصبحت وزيرة العدل في حكومة دراجي، وهي حكومة وحدة وطنية خلفًا لألفونسو بونافيد. كارتابيا هي ثالث امرأة بعد باولا سيفيرينو وأناماريا كانسيليري تشغل هذا المنصب. وفي 28 أبريل حصلت على تسليم إلى إيطاليا سبعة إرهابيين يساريين سابقين في فترة السنوات الأولى، والذين وجدوا الحماية في فرنسا بسبب عقيدة ميتران.
في 8 يوليو 2021 أطلق مجلس الوزراء إصلاح نظام العدالة الجنائية بقيادة كارتابيا نفسها، بالتعاون مع لجنة من الخبراء برئاسة الرئيس السابق للمحكمة الدستورية جورجيو لاتانزي. في نوفمبر 2021 وافق البرلمان أيضًا على إصلاح الإجراءات المدنية الإيطالية. كانت هذه الإصلاحات مهمة من أجل الحصول على الأموال الأوروبية للتعافي بعد كوفيد 19. بصفتها وزيرة العدل فقد أظهرت أنها تؤيد تنفيذ أحكام بديلة للسجن مثل شبه الإفراج والاحتجاز المنزلي وخدمة المجتمع والغرامات لمن يحكم عليهم بالسجن لمدة تصل إلى أربع سنوات.